# Provincia de Sánchez Ramírez
Sánchez Ramírez es una de las 32 provincias de la República Dominicana y se encuentra en el centro del país, en la subregión del Cibao conocida como Cibao Central o meridional, en el Valle del Yuna. Su capital es el municipio de Cotuí.
La provincia fue creada en 1952. Antes de su creación, era un municipio de la provincia Duarte desde 18 de junio de 1945; había sido municipio de la provincia de La Vega desde la fundación de la República.

## Límites
Esta provincia limita por el norte con la provincia Duarte, por el este y el sur con la provincia Monte Plata y por el oeste con las provincias Monseñor Nouel y La Vega.1

## Toponimia
A la provincia se le dio el nombre del Brigadier Juan Sánchez Ramírez (nativo de Cotuí), héroe de la batalla de Palo Hincado (1808) y gobernador de la colonia desde que fue legalmente elegido por los representantes del pueblo en la asamblea de Bondillo el 12 de diciembre de 1808, hasta su fallecimiento el 11 de febrero de 1811.

## Historia
Lo que es hoy la provincia Sánchez Ramírez se inicia con la fundación de Cotuí, su municipio cabecera, conforme a la obra "La Mejorada Villa del Cotuí" cuyo autor es Francisco A. Rincón, esta población fue la décima de 17 villas que mandó a poblar el Comendador de Lares Frey Nicolás de Ovando mientras era gobernador de la colonia entre 1502 y 1509. Ovando ordenó a su Lugarteniente Rodrigo Trillo de Mexía, para que fundara un poblado o asentamiento por los alrededores de la mina de oro y donde antes se ubicaba el Nitaíno Cotoi. Luego de su fundación la Villeta del Cotuí pertenecía a la Villa de Buenaventura, razón por la cual Cotoy no fue favorecido con el escudo de arma otorgado por la corona y llegado a la isla en 1508. (Real Cédula al Lic. Figueroa, Juez de Residencia).
Dice además en su libro que la fundación de Cotuí se debió a la abundante cantidad de oro encontrado en las minas ubicadas exactamente en el lugar donde existía una comunidad indígena llamada Cotoi, que era a la vez un Nitaíno del Cacicazgo de Magua. Los conquistadores destruyeron el Nitaíno y fundaron sobre sus ruinas una comunidad española en 1505, bautizándola con el mismo nombre de Cotuí, convirtiendo a los indios en esclavos con el fin de usar su mano de obra en la explotación del preciado metal. Tanto Las Casas como Oviedo coinciden en su respectiva obra sobre Las Indias, que a doce leguas de la ciudad de La Concepción donde los indios llaman Cibao era que se encontraba la única mina de oro de  esa región y que ésta era rica y abundante, lo que se deduce que se referían al Cotuí. Un texto de los documentos inéditos del archivo de Indias, afirma Emilio Tejera en su obra Indigenismo editada en 1977, que en Cotuí fue el lugar donde se estableció la primera casa de fundición  de moneda de Indias, se fundó  según dicho texto en 1530.
Pocos años después de su fundación Cotuí exhibía característica de ciudad, Álvaro de Castro, un personaje, por cierto muy controvertido, conforme a Mario Concepción en su obra: "La Concepción de La Vega", se atribuyó la construcción de la primera iglesia de Cotuí, dijo además que fue el primero que puso en la iglesia de la pequeña población el santísimo sacramento, celebró la primera misa y construyó el primer camino real.
Parece, de acuerdo a lo expuesto por el historiador dominicano Leónidas García Lluberes en la página 43 de su obra: "Crítica Histórica", que en el 1514 o 1515, Cotuí padeció un decaimiento, lo que se le atribuye a la extinción prematura de los indios en las labores de las minas, pero debido al gran trabajo de los esclavos africanos, ya para 1519 Cotuí había resucitado mejorada, rebautizándose con este nombre de La Mejorada. Por el motivo ya citado y porque fue el padre Jerónimo Fray Luis de Figueroa quien la denominó así debido a que era el nombre de un monasterio en España del cual él (Figueroa) era el Prior.
En 1533 Cotuí adquirió categoría de villa, entonces comenzó a conocerse como La Villa Mejorada del Cotuí. A mediados del siglo XVI La Mejorada del Cotuí fue azotada por una plaga de hormigas, la cual ya había matado algunos niños recién nacidos, Carlos Nouel, en su "Historia Eclesiástica de Santo Domingo" se refiere a este aspecto. Estas calamidades fueron acompañadas de la necesidad perentoria de los cotuisanos de alimentarse, entonces buscaron en la tierra nuevo medio de producción, y como la tierra minera no era apta para la agricultura, no tuvieron otra alternativa que abandonar el lugar, realizando un asentamiento definitivo en una sabana aproximadamente a dos millas del río Yuna, exactamente donde está ubicado en la actualidad.
En el siglo XVII el historiador Nieto Balcácer realizó una minuciosa investigación en este lugar por orden de la monarquía española, según comenta Rincón en su obra Página 29, dio el informe de que encontró las ruinas de una ciudad española que daban señales inequívocas de que allí se había originado un fenómeno telúrico devastador, por tanto no se puede descartar la hipótesis, continúa Rincón, que el terremoto que destruyó la ciudad de La Concepción de La Vega en 1562, fuera el mismo que terminara de destruir La Villa del Cotuí y provocara el hundimiento de sus minas.
A mediados del indicado siglo Cotuí se había convertido en una de las principales ciudades de la parte norte de la Isla de Santo Domingo, sus moradores al darse cuenta de que tenían mucho en común con los demás pueblos del territorio isleño, fueron de los primeros que se levantaron en defensa de la nacionalidad. En mayo de 1655 Santo Domingo fue invadido por más de diez mil ingleses, con el objetivo de tomar por asalto la capital y luego apoderarse de toda la isla. Treinta y siete especializados lanceros cotuisanos se trasladaron a Santo Domingo a defender la ciudad, ellos fueron: el Alférez don Álvaro Otáñez, Blas Pérez, Francisco Matheo, Antonio Suárez Otáñez, Don Alonso de Joan de León, Andrés Hernández, Diego Monegro, Joseph Reinoso, Cristóbal Reinoso, Asencio Méndez, Julio Martín Benito, Julio Díaz Pizaña, Luis Daza, Diego Rodríguez, Hernando Gallego, Gaspar de Peralta, Luis Germán Francisco Pérez, Andrés de Rivera, Cristóbal Louis, Jerónimo Hernández Gallego, Andrés Hernández, Juan de la Torre, Francisco Ruiz, Diego Pimentel, Don Julio Gallegos, Pedro Sánchez Raya, Antonio de Mendoza y Luis García.
La audacia y el valor de hombres decididos volvió a manifestarse en los cotuisanos, 18 años después que la furia de sus espadas hicieran estragos en los predios invasores para impedir que se tomara por asalto la ciudad de Santo Domingo. Para el año 1673 las principales ciudades de la región: Santiago, La Vega y El Cotuí habían sido sometidas a constantes agresiones de filibusteros, los cuales instalaron su base en la Isla de la Tortuga y lograron apoderarse de Samaná, donde podían llevar a cabo sus actividades vandálicas contra estas tres ciudades del Cibao. Cansados de las frecuentes incursiones de estos intrusos, los cotuisanos decidieron expulsarlos a sangre y fuego de Samaná, ya que los invasores habían establecido una especie de colonia en este lugar encabezados por su comandante Beltrán Ogeron, quien no tuvo más remedio que abandonar el codiciado territorio.
Otra gran hazaña de los cotuisanos fue su participación masiva y decidida en la gloriosa batalla de Palo Hincado el 7 de noviembre de 1808. El brigadier nativo de Cotuí fue a la lucha acompañado de más de un centenar de cotuisanos a la cabeza de los cuales iba su hermano Remigio Sánchez Ramírez y Bernardino Suárez. Juan Sánchez Ramírez se colocó como líder de los dominicanos para derrotar a los franceses en la memorable batalla, luego bajo su dirección los dominicanos arrojaron a los extranjeros de este territorio mediante la lucha histórica denominada La Reconquista, porque los dominicanos en este proceso reconquistaron su nacionalidad y preservaron su identidad.
Juan Sánchez Ramírez nació en 1762 en la casa de sus padres frente a la Plaza de Arma en el centro de la ciudad de Cotuí. Era su padre Miguel Sánchez, rico terrateniente de la época y destacado oficial de milicias, ocupó por varios años la Comandancia de Arma de Cotuí y Francisca Ramírez su madre, además otro hermano de Juan Sánchez Ramírez fue Rafael Sánchez Ramírez, Juez de Paz en Cotuí el año 1825, (datos localizados en el archivo del Palacio de Justicia de Cotuí).
El brigadier casó en la parroquia Inmaculada Concepción de Cotuí con Josefa Pichardo y Delmonte, del matrimonio nacieron dos hijos, Juana y luego José, ambos bautizados en la indicada parroquia.
En la lucha por la Independencia y luego por la Restauración de la República, también se destacaron un sin número de cotuisanos, los más notables fueron: el Presbítero Juan Puigvert, coronel José Valverde, Basilio Gavilán, Esteban Adames, Francisco Suriel, José Epifanio Márquez y Tomás Castillo. El 24 de junio de 1844, Cotuí recibió la honorable visita del Padre de la Patria Juan Pablo Duarte y Diez.

## División administrativa
La provincia se encuentra dividida en cuatro municipios y nueve distritos municipales.

### Municipios
- Cotuí, municipio cabecera
- Cevicos
- Fantino
- La Mata

### Distritos Municipales
- Cotuí
  - Platanal
  - Quita Sueño:
  - Caballero
  - Comedero Arriba
  - Zambrana

- La Mata
  - La Bija
  - Angelina
  - Hernando Alonzo

- Cevicos
  - La Cueva

- Fantino

## Cultura
La educación escolar pública, según lo confirma Rincón en su obra ya citada, se inició en Cotuí a partir del 10 de septiembre de 1846, cuando mediante una resolución fueron creadas las escuelas primarias en el país.  Ese mismo año el estadounidense Nixon Porte visitó a Cotuí y hace mención de una escuela en esta comunidad. Otras de las escuelas más antiguas se remonta al 1880, estaba ubicada frente a la Plaza de Armas (hoy Parque Duarte) en la actualidad está el Banco de Reservas, uno de los primeros profesores fue Don Eliseo de Peña, luego en esa misma escuela laboró como director Don Carlos Jiménez, su hermana Elena Jiménez tenía una escuela para mujeres en la calle Sánchez.
En los años cuarenta (1940) Ramón Oviedo Adames junto a Francisco Núñez Jerez fundaron el primer Liceo Secundario, pero nocturno, en la calle 27 de febrero esquina Luis Manuel Sánchez, los primeros alumnos de este liceo fueron los jóvenes Antonio de Js. Cassó, Benavides de Js. Nicasio,Jacobo Sánchez José, Idalina de la Cruz Joaquín, Milvio Núñez Cortorreal, Héctor Rafael Soto, Elsa Deprat Velázquez y Andrés Méndez Acosta. En 1957 fue oficializado el Liceo de Cotuí para impartir docencia Diurna, su primer director fue el Dr. Miguel Ángel García, laboraron como profesores Ana Antonia Manzueta, Francisco Reyes Rincón entre otros.
La Mejorada Villa del Cotuí de Francisco Rincón en las páginas 146 y 147, revela que en 1982 nace en la provincia Sánchez Ramírez, el primer Centro Superior Universitario, su nombre: Instituto Tecnológico del Cibao Oriental, ITECO, su padre fundador fue el Patronato Pro-Desarrollo de la Provincia Sánchez Ramírez, entidad que administraba e invertía los fondos provenientes del cinco por ciento que le correspondían a la provincia por la explotación de oro que llevaba a cabo en el territorio provincial la compañía semi-estatal Rosario Dominicana. Los miembros del Patronato más destacados y que hicieron posible lo que es hoy la Universidad UTECO, fueron: Dr. Francisco I. José García, el comerciante Héctor Rafael Soto, Cutie, el Diputado Octavio Rodríguez y el asesor Ing. Ramón Alburquerque quienes se encargaron de conversar con el Ing. Ramón Flores, el cual fue fundador de INTEC en Santo Domingo, a quien se puede considerar como fundador académico de la Universidad UTECO.
En otra administración del Patronato el Dr. Antonio de Jesús Cassó puso especial atención en este importante centro universitario que sigue en la actualidad desarrollando una labor fructífera en la región. ITECO hoy UTECO, obtiene su personería jurídica el 25 de febrero de 1983, mediante el decreto 820 del poder ejecutivo, el cual autoriza a expedir títulos y grados con la misma fuerza y validez que las demás instituciones superiores acreditadas para tales fines.

### Carnaval
El carnaval cotuisano es uno de los más antiguos del país, la diversidad de sus personajes, sus características y demás elementos importantes, ligan de manera irrevocable esta festividad a la época colonial de la cual Cotuí no puede ser ajeno, pues este pueblo acaba de celebrar su quinto centenario. Pero es justo reconocer que el carnaval de Cotuí aunque desciende de España como todas las tradiciones carnavalescas dominicanas, por ser Cotuí un pueblo minero desde su fundación aquí llegaron los primeros esclavos africanos, luego del cierre de las minas formaron partes del núcleo poblacional de La Mejorada Villa, abrazándola con su influencia cultural e impregnando el carnaval cotuisano de origen hispano con la rica costumbre africana.
El personaje más importante de este carnaval es el Papeles porque constituye su identidad carnavalesca, pero además hay otros no menos importantes como: El Platanús, El Murciélago, El Fundús, El Medio Día, La Culebra y los siete pecados, Satán y El Chiquito Afuera y el Grande Tapado. Asimismo han surgido personajes en vida como Juampa, quien se viste de distintas formas cada año, de hombre vaina, el Papelús alado y otras. Juampa con estos personajes igual que el carnaval de Cotuí han conquistado innumerables premios nacionales y provinciales como el premio Felipe Abreu, otorgado por el Ministerio de Cultura.
Uno de los carnavaleros más famosos de Cotuí se conocía por el apodo de Patón o Pateca, un fino artesano de caretas y disfraces, hace unos años que falleció, cuando se acercaba la temporada de carnaval, Patón era el primero de los artesanos de Cotuí que montaba su exposición de caretas de diablo cojuelo con dientes de oro: Pico de Cotorra, Creta de gallo y trompa de puerco. Patón además se disfrazaba de murciélago. Otro carnavalero destacado y digno representante del carnaval cotuisano, es Jesús María Estévez, artesano de caretas y disfraces, con más de cincuenta años dedicados a estas labores folclóricas. En la actualidad se dedica a representar a su grupo de platanuses, por su gran labor cultural la Secretaría Estado de Cultura le rindió un homenaje y además le concedió el premio Felipe Abreu. Otro carnavalero de muchos años y quien también es artesano es el viejo Negrote.

### Otra cultura
La fiesta del Espíritu Santo se celebra entre los meses de mayo y junio de cada año en Cotuí, es otro de los elementos culturales de gran arraigo, su celebración se remonta al siglo XVI, lo que la convierte en la primera cofradía del Espíritu Santo que se funda en el país. Es un sincretismo, ya que en esta celebración se le rinde homenaje a un santo católico basado en la influencia de los rituales africanos, amenizados por los bailes y los cantos de los palos o atabales.

### La Fiesta de La Inmaculada
Desde los primeros tiempos de la fundación de Cotuí, la virgen Inmaculada Concepción ha sido la patrona de la ciudad. Emilio Rodríguez Demorizi en su obra: Música y Baile en Santo Domingo, recogió unos datos inéditos del Padre Pùigvert (Cura de la Parroquia de Cotuí de 1836 hasta 1886) los cuales se refieren al baile popular de aquella época llamado el Fandango, y dice que se bailaba mucho para celebrar la fiesta de nuestra señora de La Concepción. Este relato de Puigvert nos da una idea clara de que ya en aquella época antes y después de la Independencia se celebraban las patronales en Cotuí en honor a la Inmaculada.
Unas cuatro décadas atrás, en Cotuí se celebraban las patronales de una forma muy sencilla comparada con la celebración pomposa que se realiza en la actualidad. Comenzando el día 30 de noviembre después que finalizaba la misa, la banda de música alegraba a los concurrentes con un concierto de merengues navideños, al tiempo que se lanzaban fuegos artificiales, constituyendo una grata emoción especialmente para los niños y las demás personas porque pasaban un momento muy agradable. Por otro lado el público disfrutaba de los globos gigantes confeccionados por el cotuisano Fonso Ureña, estos globos subían tan alto que en otras comunidades creían que eran objetos voladores no identificados (OVNI).
A partir de 1982, Francisco Rincón agregó a la celebración de estas fiestas patronales, un certamen para elegir la reina de esta festividad, Corisandra Abreu fue elegida primera reina, luego Corisandra Abreu fue a residir a Estados Unidos y allá fue elegida reina de la diáspora dominicana.

### Arte
Desde la década de 1970, las actividades artísticas se han desarrollado en Cotuí de manera progresiva, debido principalmente al surgimiento del grupo La Zafra, organización cultural fundada por Bienvenido Mejía. De la Zafra han brotado diferentes artistas del pincel encabezados por Juan Bravo, Valentín Acosta, Domingo Fabián, Francis Robles, Dalis Jáquez, Henry Fabián, entre otros,así mismo como escultor se ha destacado Rubén Sánchez, quien se ha encargado de esculpir casi todas las obras que hoy exhibe la ciudad de Cotuí, como el busto de Juan Pablo Duarte en el Parque del mismo nombre, el que está en la plaza de ITECO, el indio Cotoi, el busto de Gregorio Luperón del parque Los Cocos y recientemente acaba de terminar su obra cumbre, la estatua del brigadier Juan Sánchez Ramírez, la cual ya se exhibe en el parque del mismo nombre frente a la gobernación provincial. Carlos Hinojosa es otro gran artista cotuisano del pincel, sus obras se exponen en muchas partes del mundo, incluyendo la Galería del grupo económico mexicano que preside el empresario Carlos Slim, considerado el hombre más rico del mundo y quien tiene una importante colección de arte. Carlos Hinojosa representó a Sánchez Ramírez en 1997, en la colectiva de pintores de la Feria del Libro del Cibao.
En Cotuí existe una Escuela de Bellas Artes, la cual fue fundada en 1988 por el Síndico de entonces Dr. Francisco I. José García con la colaboración del grupo cultural La Zafra  y el departamento de Cultura dirigido por Francisco A. Rincón. Las clases eran impartidas en el Salón de actos del Palacio Municipal. Antes de concluir su período de cuatro años, el Dr. Francisco José solicitó a la sala capitular que se le donara a la Escuela de Bellas Artes el local donde antes funcionaba el Juzgado de Primera Instancia, que era propiedad del Ayuntamiento de Cotuí, y así se hizo, quedó dirigiendo la Escuela un patronato presidido por el Lic. Pedro Lanfranco Otáñez, otra de los miembros era la Lic. Ramona Viloria, quienes gestionaron al primer gobierno de Leonel Fernández (1996-2000) la construcción de un local para la Escuela en ese mismo lugar y Manuel Jiménez que era presidente del Consejo de Cultura logró la aprobación con el gobierno. 
El mayor exponente del arte pictórico cotuisano es José Rincón Mora, quien la mitad de cada año residía en München, Alemania (falleció en el 2016)  era un finísimo artista del vitral sagrado, es uno de los pintores más importantes de la República Dominicana, lo que llena de orgullo la provincia Sánchez Ramírez, sus obras engalanan diferentes organismos y residencias no sólo del país sino de Europa, una de sus obras más famosas es un mural en la sala de audiencias de la Corte Penal de la Suprema Corte de Justicia: "Siete Pecados Capitales".
Además de buenos y famosos pintores y escultores Cotuí es cuna del afamado cantante y compositor Manuel Jiménez, quien ha puesto en alto su provincia tanto a nivel nacional como internacional. Es de Cotuí, José Peña Suazo, intérprete y compositor, director de la Banda Gorda, el canta-autor Juan Lanfranco, además el bachatero y compositor Joe Veras, y el gran compositor y cantante, Carlos David, oriundo de La Mata. Son nativas de la provincia Sánchez Ramírez, dos grandes del cine internacional, Zoe Saldaña y Dania Ramírez, la primera, recientemente es de las estrellas del filme de ciencia ficción más caro y más famoso de estos últimos tiempos, Avatar, mientras Dania Ramírez ha sido parte de interesantes filmes cinematográficos como X-MEN.

### Deporte
La provincia Sánchez Ramírez no se queda atrás en las disciplinas deportivas, sobre todo en béisbol el deporte rey del país. En 1999 esta provincia ganó el campeonato nacional de béisbol doble A. El primer pelotero firmado como profesional fue el estelar lanzador Farilo Abreu de la década de 1960. En la actualidad la provincia tiene varios lanzadores y jugadores en grandes ligas, encabezados por: Ramón Ortiz, Duaner Sánchez, Rafael Rodríguez, Pedro Liriano, Wilton Abréu y José Capellán; así como también Willy Otáñez, quien se ha destacado en la pelota invernal dominicana.
En boxeo también los sanchez ramirenses se han destacado: Isidro Mosquea, participó en los Juegos Panamericanos y se llevó la medalla de plata, Rogelito Martínez ha obtenido varias medallas de oro en Juegos Centroamericanos y del Caribe, así como Francisco García, peso completo quien ha recorrido el mundo como boxeador amateur, enorgulleciendo a toda la provincia.
En automovilismo los cotuisanos tenemos a un gran campeón, quien se ha destacado tanto a nivel nacional como internacional, nos referimos RENATO ALBA, el primer triunfo lo obtuvo en 1987 y luego ha cosechado diversas victorias en años corridos en su categoría.
En karate: ilumina el firmamento deportivo de Sánchez Ramírez, ANA VILLANUEVA quien obtuvo medalla de oro de las siete doradas ganadas por República Dominicana en los Juegos Panamericanos celebrados en Guadalajara, México en el 2011; en los próximos Panamericanos, en el 2015, de las tres medallas de oro que ganó el país, ANA VILLANUEVA ganó una, convirtiéndose en una las mejores atletas de República Dominicana y la mejor deportista que ha nacido en la provincia Sánchez Ramírez.
En Voleibol, se destacó en la década de los setenta, NOLBERTO SOTO, el cual estuvo en el equipo de la Universidad Autónoma de Santo Domingo, UASD, recientemente esta importante casa de estudios le hizo un reconocimiento por haber sido un jugador estrella; además fue miembro REMATADOR del equipo de Voleibol Los Cachorros de Santo Domingo, cuando se jugaba todos los años un interesante torneo de ese emocionante deporte.

### Las Guácaras Taínas
Muchas provincias de la República Dominicana poseen estas cavernas, producto de la formación geológica de la tierra, pero dudamos que algunas de ellas se comparen, sobre todo en su importancia arqueológica e histórica con las que existen en Sánchez Ramírez. Sólo mencionaremos dos, ellas son: El Hoyo de Sanabe y la guácara del Comedero, la primera se encuentra cruzando el lago de la presa de Hatillo, se camina durante media hora por un sendero de montañas, antes de la construcción de la Presa era conocida como la guácara del Peñón de la Sabana, dicen los arqueólogos, que parece que allí los originarios rindieron culto a la naturaleza inmolando niños de 12 a 14 años, ya que se encontraron en una investigación realizada, esqueletos humanos de aproximadamente esas edades, además esta caverna contiene pictografías de gran importancia, nos referimos a los siameses, constituyendo el mayor mural de pictografías taínas detectado hasta el momento en el país, y cerca de éstos un cuadrúpedo que algunos entendidos confirman que es un jaguar, entre otros animales que adornan las paredes de la guácara conocida como el gran templo taíno de la Isla.
Con respecto a la guácara del Comedero, posee en sus paredes unos jeroglíficos que parecen esculpidos a cincel, y cruces en forma de laberinto, que conforme a los arqueólogos significan o expresan los meses lluviosos del calendario taíno, lluvia que tanto bien hacían a sus cosechas, la diversidad de cruces debe interpretarse como los diversos meses que suelen ocurrir más frecuentemente las lluvias o las épocas en que las lluvias son periódicas

## Geografía
La provincia Sánchez Ramírez se encuentra ubicada en la región Cibao Sur: su Municipio cabecera es Cotuí, limita al Norte con la provincia Duarte, al Sur y al Este con la provincia de Monte Plata, al Sur parte de la provincia de Monsenor Nouel, al Oeste con la provincia M. Nouel y al Noreste parte de la provincia de la Vega. Sus coordenadas son   latitud 19.0; longitud .70.1666667; longitud Oeste. Clima: Tropical húmedo de bosque, con temperatura de 25 grado centígrado y pluviometría de 1,787 milímetros de lluvia anuales.(División Territorial de la Oficina Nacional de Estadística, ONE, Rep. Dom. año 2009.)

### Hidrografía
El río principal que cruza la provincia Sánchez Ramírez es el Yuna, es el más caudaloso de la República Dominicana, pasando a corta distancia al oeste de Cotuí. El río Yuna nace en la loma del Castillo en la Cordillera Central. En 1952, además de inaugurarse la provincia, fue inaugurada la represa del Yuna con el canal del mismo nombre, iniciándose un gran desarrollo en la producción arrocera de la provincia. Luego en la década de los 80 se inaugura la gran presa de Hatillo, lo que asegura el riego de más de veinte mil hectáreas sembradas de arroz en la región. Pero con la presa de Hatillo Sánchez Ramírez no sólo se beneficia con el regadío, sino con el embalse de la presa que sirve para la producción de diversos tipos de peces como la tilapia, la trucha y otros, así mismo para la práctica de diferentes deportes náuticos. En el área de la presa de Hatillo se proyecta la explotación del ecoturismo lo que contribuiría al desarrollo socioeconómico de la provincia.
Otros ríos importantes son el Camú, Maguaca, Chacuey y el río Cevicos
 Presa de Hatillo
La presa de Hatillo está ubicada en la comunidad del mismo nombre, a seis kilómetros al suroeste del municipio de Cotui, capital de la provincia Sánchez Ramírez y a 113 km al noroeste de la ciudad de Santo Domingo. Su construcción se inició en agosto de 1977 y concluida en el año 1984, a un costo de 41 millones de solares, financiada con recursos propios del Gobierno Dominicano. La fuente de abastecimiento de la presa es el río Yuna, con una longitud de 138,6 kilómetros, un caudal medio de 35,4 m³/s, precipitación normal promedio de 1.562,47 mm/año. Esta es la cuenca hidrográfica de presas de mayor precipitación en República Dominicana: su extensión es de 5.235,63 km² . Esta presa suministra agua a la zona más lluviosa del país, por tal razón estas tierras son las más apropiadas para la siembra de arroz. Los afluentes principales del río Yuna desde la presa hacia arriba, son los ríos Camu y Jima y otros de menor importancia como arroyos Las Avispas, Río Blanco, Masipedro, Yuboa, Hato Viejo. Maimón, Arroyon y Tireito.

La operación desde 1984 al 2001, el embalse de la presa de Hatillo tuvo un volumen de entrada de 23.905.985.000 millones de m³ de agua. De los cuales fueron turbinados 11,591,063 millones de m³; desaguados 4 mil millones 347.197 de m³ y vertidos 8 mil millones 591.302 de m³. La presa de Hatillo que almacena las aguas del río Yuna tiene múltiples propósitos, pero su prioridad es servir como control de inundaciones. Esta también garantiza el riego de 198,612 ha de tierra, en su parte media y 401,088 ha en la parte baja.

### Orografía
La provincia Sánchez Ramírez carece de un relieve acusado por encontrarse gran parte de su extensión territorial en el extremo oriental del Valle del Cibao, que por estar aquí dominado por el caudaloso río Yuna se conoce como el Valle del Yuna, sólo interrumpido por las estribaciones de la Sierra de Yamasá, con lomas como la Naviza de 680 msnm, Guardarraya con 592 msnm y la Trinchera con 496 msnm.

## Economía
La economía de Sánchez Ramírez tiene su base en la Producción, especialmente en la producción de arroz, en la actualidad se siembran 240,000 hectáreas de arroz en la zona anualmente, de las que más del 80% es retoñado, de frutas como la piña y los cítricos con unas 38,000 tareas sembradas de naranjales, 2.200 hectáreas sembradas de limón agrio, 8,500 tareas de chinolas,7,000 de maíz, 10,000 de yuca, además de algunos frutos menores como la yautía, el ñame y la auyama. En la década de los 80 esta provincia dio un significativo salto al progreso que no debe pasar desapercibido, con motivo a la explotación del oro y la plata de Pueblo Viejo, por lo cual se le concedió a su favor un 5% de los beneficios netos de la producción de oro. Con estos recursos se realizaron obras de gran importancia para la provincia como la fundación de un Centro Universitario y dos politécnicos. Luego del agotamiento del oro de los óxidos, la provincia sufrió un decaimiento, sin embargo llegando a los 90 se levanta de nuevo fruto del empuje de las remesas.
Así como en Sánchez Ramírez existen un sin número de factorías de arroz, también la provincia cuenta con varias empacadoras de frutas, donde se logra un comercio aunque un poco tímido de exportación de piña, en el año 2005 se exportaron 155.3 millones de unidades de piña. Otro fruto que se exporta al importante mercado europeo es el seso vegetal, única provincia del país que lo produce. A pesar de que la producción de cacao ha disminuido en las últimas décadas, aún se siente su producción, sobre todo, entre los que se dedican a la comercialización del producto. En la zona del municipio de Cevicos se produce especias, como en ninguna otra región del país, se cosecha clavos, canela, nuez moscada y pimientas pero no podemos dejar de mencionar el famoso y delicioso palmito de pejibaye el cual se produce allí, hace un tiempo que estos productos están llegando a los mercados.
La Oficina Nacional de Estadística (ONE), publicó una información sobre datos arrojados por el censo del año 2010 y revela que Sánchez Ramírez está entre las provincias con el nivel más alto de desarrollo humano, junto al Distrito Nacional, Santiago, La Vega y San Francisco de Macorís. El desarrollo humano tiene que ver con la forma de vida de un pueblo, donde se reúnen elementos tan importantes como la alimentación, la salud y la educación entre otros.